# Mistastin
De Mistastin is een 40 km lange rivier in de Canadese provincie Newfoundland en Labrador. De rivier bevindt zich in het noorden van de regio Labrador. 

## Geografie
De Mistastin vormt de uitstroom van het 338 m hoge Mistastin Lake, een kratermeer in het bergachtige binnenland van Labrador. Hij verlaat het meer aan het noordoostelijke uiteinde. De rivier stroomt in een overwegend noordoostelijke richting door het heuvellandschap van het Canadees Schild in het oosten van het schiereiland Labrador. Er zijn talloze stroomversnellingen langs de boven- en middenloop van de rivier. Na 17,5 km bereikt de Mistastin een 5,4 m hoge waterval.
De laatste 10 kilometer van de rivier worden gekenmerkt door talloze meanders en hoefijzermeren, met 8 km vóór de monding een grote naamloze rivier die uitmondt aan de linkeroever van de Mistastin. Na 40 km mondt de Mistastin uiteindelijk zelf uit in Head Brook, de bovenloop van de Kogaluk.

## Stroomgebied
De Mistastin heeft een stroomgebied met een oppervlakte van ongeveer 2000 km². De gemiddelde afvoer bij de uitstroom uit Mistastin Lake is 30,9 m³/s. De hoogste afvoer vindt plaats tijdens het smelten van de sneeuw in het late voorjaar, met juni als maand met de hoogste gemiddelde afvoer (namelijk 94,6 m³/s ter hoogte van het niveaumeetpunt). In de winter bevriest het wateroppervlak van de rivier. 